# Léonce Dussarrat
Pour les articles homonymes, voir Dussarrat.
Léonce Dussarrat, surnommé Léon des Landes, né le 26 juillet 1904 à Dax et mort le 7 août 1976 à Anglet, est un résistant français.

## Biographie

### Vie civile
Il naît le 26 juillet 1904 à Dax, fils de Léon Hippolyte Maurice Dussarrat, tailleur d’habits et de Marie Blondel. Léonce Dussarrat devient négociant en fer et dirige, avec un associé (Léon Baraille, futur résistant), une quincaillerie d’une dizaine d’employés. Bon tireur, il enseigne le tir aux élèves de Saint-Cyr et de Polytechnique pendant son service militaire. Il est proche du parti social français.
Il meurt le 7 août 1976 à Anglet, après avoir fait prospérer son entreprise.

### Seconde Guerre mondiale
Léonce Dussarrat est un des premiers résistants dans le département des Landes et met en place son mouvement dans les environs de Dax. Avec le notaire Camille Bouvet, il tague des croix de Lorraine sur les murs de la ville. Malade, Léon Baraille lui révèle qu’il dirige l’OCM (Organisation Civile et Militaire) pour le département des Landes. Dussarrat en devient donc le chef fin 1940.
En 1943, André Grandclément, responsable de l’OCM Aquitaine, est arrêté par la Gestapo, et passe un marché : il livre les caches d’armes des résistants en échange de sa vie et de celle de sa femme. Grandclément sorti du réseau, Dussarat devient un des principaux chefs résistants du sud-ouest. Le 29 septembre 1943, juste après les obsèques de Baraille, il est interpellé par Grandclément, un agent de la Gestapo nommé Wilhelm Dhose et deux hommes de main. Il s’enfuit en sautant par une fenêtre et entre dans la clandestinité. Il devient alors Léon des Landes, et bâtit son réseau, qu’il coordonne avec d’autres plus anciens : Alliance, Andalousie, Comète, Libération Nord, Corps francs, Résistance Fer, Bataillon de l’Armagnac… Roger Landes, chef du réseau Actor et représentant des britanniques dans la résistance, le nomme responsable pour les Landes. À partir de ce moment, le réseau Léon des Landes reçoit régulièrement des armes et des munitions de la part des britanniques. Aussi, lui et ses proches sont éduqués aux tactiques de guerre irrégulière par des instructeurs du BCRA (Bureau Central de Renseignement et d’Action).
Fin avril 1944, conformément à des ordres en vue du débarquement, il distribue armes et explosifs à ses maquisards, et donne des instructions pour des sabotages et des embuscades. Certains des comptes rendus des actions rédigés par Dussarrat sont radiodiffusés à Londres et Alger. Le 11 juin 1944, un bataillon allemand encercle le maquis de Téthieu, où Dussarat et ses lieutenants se sont réunis. Ils parviennent à s’enfuir par l’Adour. Le 21 août 1944, peu après avoir été nommé chef des FFI pour les Landes, il participe à la libération de Mont-de-Marsan (combat du Pont de Bats), puis de Dax le 23 et de Bordeaux le 28. Le département libéré, il participe avec Charles Lamarque-Cando à la dissolution des groupes armés et empêche l'épuration sauvage.
Il s'octroie le grade de général de brigade, ce qui le discrédite auprès des responsables extérieurs aux Landes. Le rapport du lieutenant-colonel Jacques Rollot, envoyé par le gouvernement provisoire de la République française, le décrit comme le chef d'une « sorte de dictature civile, militaire et politique », menée par ses éléments des FFI et deux bataillons de tirailleurs sénégalais libérés des Frontstalags. La situation est résolue en novembre par le colonel Joseph Druilhe, chef de la 18e région militaire (Bordeaux) : Dussarat, reconnu au grade de lieutenant-colonel, est envoyé se former dans une école de cadres afin de prendre (en décembre) le commandement du 34e régiment d'infanterie, formé de maquisards du Lot. Le régiment prend part aux combats de la poche de Royan et de la pointe de Grave. Il quitte, sur sa demande, l'armée après la fin des opérations dans le Médoc.
En juillet 1945, il rencontre Winston Churchill à Biarritz.

## Décorations
- Officier de la Légion d'honneur (chevalier par décret du 28 juin 1945, officier par décret du 16 mai 1957)[9]
- Croix de guerre 1939–1945 (3 citations)[9]
- Médaille de la Résistance française avec rosette (décret du 3 janvier 1946)[9],[10]
- Médaille George VI pour actes de courage dans la cause de la liberté[9]

## Hommages
- Collège Léonce-Dussarrat, Dax
- Avenue Léon-des-Landes, Saint-Paul-lès-Dax
- Rue Léon-des-Landes, Mont-de-Marsan